# Luciano Darderi
Luciano Darderi, né le 14 février 2002 à Villa Gesell (es) en Argentine, est un joueur de tennis italien, professionnel depuis 2019.
Le 11 février 2024, il remporte le tournoi de Córdoba en Argentine, en battant l'Argentin Facundo Bagnis en finale.

## Carrière
Luciano Darderi se révèle aux yeux du grand public en février 2024 en sortant des qualifications à Córdoba et en y gagnant son premier titre ATP en carrière. Il y bat pour cela le Chilien Tomás Barrios Vera (4-6, 6-1, 6-2), l'Autrichien Sebastian Ofner (6-0, 6-3), l'Allemand Yannick Hanfmann (7-62, 6-1) et l'Argentin tête de série numéro deux Sebastián Báez (6-1, 3-6, 6-3). Il affronte en finale un autre qualifié, Facundo Bagnis qu'il bat en deux sets (6-1, 6-4) pour remporter son premier titre ATP.
Il réussit à remporter son second titre en carrière à Marrakech en avril 2025, ne cédant qu'une seule manche sur sa route contre le Français Hugo Gaston (2-6, 6-2, 6-3), et s'imposant devant l'Américain Tristan Boyer (6-4, 6-4), devant le Tchèque Vit Kopriva (7-5, 6-2) et l'ancien vainqueur Roberto Carballés Baena (6-3, 6-2). Il s'impose contre le Néerlandais Tallon Griekspoor qui goûte à sa première finale sur ocre en carrière (7-6, 7-6).
Toujours sur terre, il empoche un troisième trophée à Bastad, après Wimbledon, son premier titre en Europe, battant dans un match décousu le Belge Raphaël Collignon (6-2, 2-6, 6-2), puis écrasant l'invité local Elias Ymer (6-2, 6-2) mais surtout l'Argentin Sebastián Báez, vainqueur à Rio (6-0, 6-2). Il sort plus difficilement d'un autre Argentin, la tête de série numéro une, Francisco Cerúndolo (6-2, 3-6, 7-6) et gagne le titre aux dépens du Néerlandais Jesper de Jong (6-4, 3-6, 6-3) qui joue sa première finale sur le circuit ATP en carrière. Il enchaîne avec un nouveau titre à Umag, continuant d'engranger les victoires contre Tseng Chun-hsin (7-5, 6-0), le jeune invité local Dino Prižmić (1-6, 6-2, 6-3), l'Argentin Camilo Ugo Carabelli (7-6, 6-3) et l'Espagnol Carlos Taberner, surprise du tournoi et qui joue sa première finale ATP en carrière (6-3, 6-3).

## Palmarès

### Titres en simple messieurs
| No | Date       | Nom et lieu du tournoi          | Catégorie | Dotation  | Surface      | Finaliste         | Score         |          |
| -- | ---------- | ------------------------------- | --------- | --------- | ------------ | ----------------- | ------------- | -------- |
| 1  | 05-02-2024 | Córdoba Open, Córdoba           | ATP 250   | 562 345 $ | Terre (ext.) | Facundo Bagnis    | 6-1, 6-4      | Parcours |
| 2  | 31-03-2025 | Grand-Prix Hassan II, Marrakech | ATP 250   | 596 035 € | Terre (ext.) | Tallon Griekspoor | 7-63, 7-64    | Parcours |
| 3  | 14-07-2025 | Nordea Open, Båstad             | ATP 250   | 596 035 € | Terre (ext.) | Jesper de Jong    | 6-4, 3-6, 6-3 | Parcours |
| 4  | 20-07-2025 | Plava Laguna Croatia Open, Umag | ATP 250   | 596 035 € | Terre (ext.) | Carlos Taberner   | 6-3, 6-3      | Parcours |

## Parcours dans les tournois du Grand Chelem

### En simple
| Année | Open d'Australie | Open d'Australie | Internationaux de France | Internationaux de France | Wimbledon      | Wimbledon           | US Open         | US Open            |
| ----- | ---------------- | ---------------- | ------------------------ | ------------------------ | -------------- | ------------------- | --------------- | ------------------ |
| 2022  | —                | —                | —                        | —                        | —              | —                   | Q1              | Daniel Elahi Galán |
| 2023  | Q3               | Mattia Bellucci  | Q1                       | Facundo Bagnis           | Q1             | Maximilian Marterer | —               | —                  |
| 2024  | Q1               | Emilio Nava      | 2e tour (1/32)           | Tallon Griekspoor        | 2e tour (1/32) | Lorenzo Musetti     | 1er tour (1/64) | Sebastián Báez     |
| 2025  | 1er tour (1/64)  | Pedro Martínez   | 1er tour (1/64)          | Sebastian Korda          | 3e tour (1/16) | Jordan Thompson     |                 |                    |

N.B. : à droite du résultat se trouve le nom de l'ultime adversaire.

### En double messieurs
| 2024 | — | — | 1er tour (1/32) V. V. Cornea \|\| style="text-align:left;" \| Hugo Nys J. Zieliński | 1er tour (1/32) F. Romboli \|\| style="text-align:left;" \| K. Krawietz Tim Pütz | 1er tour (1/32) F. Romboli \|\| style="text-align:left;" \| R. Ram J. Salisbury |

N.B. : le nom du partenaire se trouve sous le résultat ; les noms des ultimes adversaires se trouvent à droite.

## Parcours dans lesMasters 1000
| Année | Indian Wells       | Miami                  | Monte-Carlo | Madrid            | Rome              | Canada           | Cincinnati          | Shanghai            | Paris                  |
| ----- | ------------------ | ---------------------- | ----------- | ----------------- | ----------------- | ---------------- | ------------------- | ------------------- | ---------------------- |
| 2024  | —                  | 1er tour D. Shapovalov | —           | 2e tour T. Fritz  | 3e tour A. Zverev | 1er tour T. Paul | 2e tour F. Cobolli  | 1er tour F. Fognini | 1er tour T. Griekspoor |
| 2025  | 1er tour H. Gaston | 2e tour A. Walton      | —           | 2e tour F. Tiafoe | 2e tour J. Draper | —                | 2e tour F. Comesaña |                     |                        |

N.B. : sous le résultat se trouve le nom de l’ultime adversaire.

## Classements ATP en fin de saison
| Année          | 2019 | 2020 | 2021 | 2022 | 2023 | 2024 |
| Rang en simple | 1443 | 1002 | 444  | 204  | 128  | 44   |
| Rang en double | 1280 | 1349 | 316  | 138  | 184  | 217  |

Source : (en) Classements de Luciano Darderi sur le site officiel de la Fédération internationale de tennis